# Region Centralno-Południowy
Region Centralno-Południowy (fr. Region Centre-Sud) – jeden z 13 regionów w Burkinie Faso, znajdujący się w centralno-południowej części kraju.
W skład regionu wchodzą 3 prowincje:
- Bazéga
- Nahouri
- Zoundwéogo